# Петришин, Вальтер Володимир
Вальтер Володимир (Владимир Васильевич) Петришин (род. 22 января 1929, Львов — 21 марта 2020, США) — американский математик и педагог украинского происхождения. Специалист в области нелинейного функционального анализа, топологических инвариантов, вычислительных методов решения операторных уравнений.

## Биография
Родился в 1929 году в г. Львов (Украина). В годы Второй мировой войны учился в школе сначала во Львове, а позднее, как вынужденный переселенец, в Германии.
В 1950 году переехал из Германии в США, жил в г. Патерсон, штат Нью-Джерси. Учился в Колумбийском университете. Получил степень доктора философии в 1961 году, тема диссертации: «Linear Transformations Between Hilbert Spaces and the Application of the Theory to Linear Partial Differential Equations».
С 1964 года преподавал математику в Чикагском университете. В 1967 году стал профессором Ратгерского университета и работал там до выхода в отставку в 1996 году.
Основные научные результаты относятся к функциональному анализу. Занимался разработкой итерационных и проекционных методов построения решений линейных и нелинейных операторных и дифференциальных уравнений. Дал обобщение метода последовательной верхней релаксации на бесконечномерный случай. Доказал ряд теорем о неподвижных точках. Развивал теорию топологического индекса для многозначных отображений.
Автор более 100 научных работ и нескольких монографий. Член Американского математического общества.
В состоянии аффекта совершил убийство своей жены, художницы Аркадии Оленской-Петришин, позднее обвинения были сняты по причине его психической невменяемости.

## Монографии
- Petryshyn W. V. Generalized topological degree and semilinear equations. — Cambridge University Press, Cambridge, 1995, 240 pp. — ISBN 0-521-44474-8.
- Petryshyn W. V. Approximation-solvability of nonlinear functional and differential equations. — N.-Y.: Marcel Dekker, 1992. — 395 pp. — ISBN 0-8247-8793-5.
- Petryshyn W. V. On the eigenvalue problem Tu - λSu = 0 with unbounded and nonsymmetric operators T and S. — London: Royal Soc. Ser. A., 1968.

## Статьи в научных журналах
- Fitzpatrick P. M., Petryshyn W. V. Fixed point theorems for multivalued noncompact acyclic mappings // Pacific Journal of Mathematics, 54:2, 1974.
- Petryshyn W. V. The generalized over-relaxation method for the approximate solution of operator equations in Hilbert-space // SIAM J. — 1962. — V. 10, № 4.
- Petryshyn W. On the extrapolated Jacobi or simultaneous displacements method in the solution of matrix and operator equations // Math. Comput. — 1965. — V. 19, № 89.